# 艾草蚜
艾草蚜（学名：Aphis kurosawai）为常蚜科蚜屬下的一个种。